# ديوان الجند
ديوان الجند هو ديوان تأسس في عهد الصحابي الجليل عمر بن الخطاب، ويهدف إلى إحصاء الجنود وتسجيل مقدار أعطياتهم، واستمر في العهد الراشدي والأموي والعباسي.
كانت مستحقات الجند في العهد النبوي تؤخذ من غنائم الحرب التي يغنمها المسلمون من أعدائهم، وكذلك الجزية التي كانت تفرض على من أراد البقاء على دينه والدخول في حماية المسلمين، وفي خلافة الخليفة أبي بكر استمر الحال على ما هو عليه، وحين تولى عمر بن الخطاب الخلافة أسس عددًا من الدواوين ومنها ديوان الجند.
وقد تعددت اختصاصات الديوان؛ فمنها:
1. تسجيل أسماء الجنود، ومعرفة أنسابهم.
2. منع الأعداء من التسلُلِ للجيش.
3. ضمان حقوق ومستحقات الجند.
4. منع استمرار صرف العطاء بعد وفاة الجندي، بتوثيق تاريخ وفاته.[3]

## تعريفه
هو ديوان تأسس في عهد الخليفة عمر بن الخطاب (ت: 23هـ)، ويهدف إلى إحصاء الجنود وتسجيل مقدار أعطياتهم، واستمر في عهد الخلافة الراشدة والأموي والعباسي.

## تاريخ تأسيسه
نظم النبي محمد صلى الله عليه وسلم المجتمع المدني فور قدومه المدينة المنورة بوضع صحيفة المدينة والمؤاخاة بين المهاجرين والأنصار؛ فكان ذلك نواة التنظيم المالي للمجتمع المدني، وكانت مستحقات الجند تؤخذ من غنائم الحرب التي يغنمها المسلمون من أعدائهم، وكذلك الجزية التي كانت تفرض على من أراد البقاء على دينه والدخول في حماية المسلمين، وفي خلافة أبي بكر (ت:13هـ) استمر الحال على ما هو عليه، وحين تولى عمر بن الخطاب الخلافة أسس عددًا من الدواوين ومنها ديوان الجند.
قال ابن مسكويه: «وكان عمر أول من دوّن الدواوين من العرب». ونقل الفسوي عن الشعبي قوله: «إن شئت حدثتك بكل ما سمعت من صعصعة، أرسل إليه المغيرة بن شعبة فسأله عن عثمان، فذكر صعصعة رسول الله صلى الله عليه وسلم فعزره وأثنى عليه بما هو أهله، ثم ذكر أبا بكر فقال: هو أول من جمع المصحف وورث الكلالة. ثم ذكر عمر فقال: هو أول من دون الدواوين ومصر الأمصار وخلط الشدة باللين».

## أسباب تأسيس ديوان الجند
اختلف المؤرخون في تعيين أسباب الديوان إلى عدة أسباب:
القول الأول: تسجيل الواردات المالية التي تأتي من الولاة.
القول الثاني: توثيق عملية توزيع المستحقات على الجند.
القول الثالث: إشارة الوليد بن هشام بن المغيرة على عمر بن الخطاب بتدوين ديوان للجند كما هو الحال لدى الروم.

## اختصاصات الديوان
1. تسجيل أسماء الجنود، ومعرفة أنسابهم.
2. منع الأعداء من التسلل للجيش.
3. ضمان حقوق ومستحقات الجند.
4. منع استمرار صرف العطاء بعد وفاة الجندي، بتوثيق تاريخ وفاته.[8]

## الديوان في العهد الأموي
تطور الديوان في العهد الأموي تطورًا كبيرا؛ فأصبح هناك ديوان مركزي في عاصمة الدولة الأموية، ومراكز فرعية في كل من مصر والحجاز والعراق، وكل ديوان من الدواوين الفرعية يقوم بمهام الديوان المركزي في نطاق المنطقة التابعة له، وكان أول من تولى الإشراف على ديوان الجند في العهد الأموي عمرو بن سعيد بن العاص.

## الديوان في العهد العباسي
لما أعلن أبو العباس السفاح قيام الدولة العباسية اهتم بالجند اهتمامًا كبيرًا؛ لأن الجند كانوا هم اللبنة الأولى لدولته، وحين تولى أبو جعفر المنصور الحكم نقل الدواوين لبغداد، ووضع لها فروعًا في مختلف أقاليم الدولة العباسية، وشهد ديوان الجند في العهد العباسي تطورات كبيرة، إذ ازدادت أعطيات الجند، وتوسع عمل الديوان ليصبح تحت مسمى: (ديوان الجند والعطاء).